# Светско првенство у пливању 2024 — 4×100 м слободно за жене
Пливачке трке у штафети 4×100 м слободно за жене на Светском првенству у пливању 2024. одржане су 11. фебруара (квалификације и финале) као део програма Светског првенства у воденим спортовима. Трке су се одржавале у базену спортског комплекса Aspire Dome у катарском граду Дохи.
За трке у овој дисциплини било је пријављено 14 штафета, за које је пливало укупно 60 такмичарки. Титулу светских првакиња освојила је штафета Холандије, сребро је припало екипи Аустралије, док су бронзане биле репрезентативке Канаде.

## Освајачи медаља
|                                                                   | Резултат |                                                                      | Резултат |                                                               | Резултат |
|                                                                   |          |                                                                      |          |                                                               |          |
| Ким Бус · Јана ван Котен · Кира Таусајнт · Марит Стенберген (ХОЛ) | 3:36.61  | Брајана Тросел · Александрија Перкинс · Еби Харкин · Шејна Џек (АУС) | 3:36.93  | Ребека Смит · Сара Фурније · Кетрин Савард · Тејлор Рак (КАН) | 3:36.95  |

## Званични рекорди
Пре почетка такмичења званични рекорди у овој дисциплини су били следећи:
| Рекорд                         | Име        | Резултат | Место           | Датум         |
| ------------------------------ | ---------- | -------- | --------------- | ------------- |
| Светски рекорд СР              | Аустралија | 3:27.96  | Фукуока (Јапан) | 23. јул 2023. |
| Рекорд светских првенстава РПр | Аустралија | 3:27.96  | Фукуока (Јапан) | 23. јул 2023. |

## Резултати квалификација
За такмичење у штафетним тркама на 4×100 м слободно за жене било је пријављено 14 штафета из исто толико земаља. Пливало се у 2 квалификационе групе, а пласман у финале остварило је 8 штафета са најбољим резултатима квалификација. Квалификационе трке су пливане 11. фебруара са почетком од 11.32 по локалном времену.
| Пл. | Група | Стаза | Репрезентација | Пливачице | Време   | Нап. |
| --- | ----- | ----- | -------------- | --- | ------- | ---- |
| 1.  | 2     | 4     | Аустралија     | Александрија Перкинс (55.06) Џеклин Баркли (55.51) Еби Харкин (54.93) Шејна Џек (52.83)                        | 3:38.33 | КВ   |
| 2.  | 2     | 3     | Италија        | Софија Морини (55.02) Констанца Кокончели (55.18) Ема Вирђинија Меникучи (55.12) Кјара Тарантино (53.88)       | 3:39.20 | КВ   |
| 3.  | 1     | 5     | Канада         | Ребека Смит (54.88) Сара Фурније (55.12) Ела Јансен (55.67) Тејлор Рак (54.08)                                 | 3:39.75 | КВ   |
| 4.  | 2     | 5     | Холандија      | Ким Бус (55.63) Милау ван Вајк (55.64) Јана ван Котен (54.74) Кира Таусајнт (54.41)                            | 3:40.42 | КВ   |
| 5.  | 2     | 7     | Пољска         | Зузана Фамулок (55.68) Јулија Мајк (55.39) Александра Полањска (55.73) Корнелија Фједкјевич (54.63)            | 3:41.43 | КВ   |
| 6.  | 1     | 3     | Бразил         | Ана Каролина Вијеира (55.60) Стефани Балдусини (54.47) Марија Фернанда Коста (55.48) Алине Родригез (56.12)    | 3:41.67 | КВ   |
| 7.  | 1     | 4     | Кина           | Лју Јуе (55.48) Ма Јунгхуеј (56.02) Гунг Џенћи (56.06) Ај Јенхан (54.19)                                       | 3:41.75 | КВ   |
| 8.  | 2     | 1     | Словенија      | Нежа Кланчар (55.36) Јања Шегел (54.43) Катја Фаин (55.94) Хана Секути (56.38)                                 | 3:42.11 | КВ   |
| 9.  | 2     | 6     | Хонгконг       | Там Хојлам (55.53) Камил Ченг (55.22) Стефани Ау (56.74) Ли Сумјиу (54.98)                                     | 3:42.47 |      |
| 10. | 1     | 6     | Ирска          | Ерин Риордан (56.15) Грејс Дејвисон (55.81) Марија Годен (57.06) Викторија Кетерсон (54.93)                    | 3:43.95 |      |
| 11. | 2     | 2     | Литванија      | Рута Мејлутите (56.07) Силвија Статкевичијус (56.27) Патриција Гериксонајте (57.32) Смилте Плитњикајте (55.33) | 3:44.99 |      |
| 12. | 1     | 2     | Филипини       | Кајла Санчез (55.04) Јасмин Алхалди (57.51) Сјанди Чуа (57.48) Теја Салвино (56.90)                            | 3:46.93 |      |
| 13. | 1     | 7     | Србија         | Катарина Милутиновић (55.61) Нина Станисављевић (55.83) Јана Марковић (57.19) Мартина Буквић (58.49)           | 3:47.12 |      |
| 14. | 1     | 1     | Кинески Тајпеј | Хуанг Мејчиен (57.39) Ву Јиен (1:02.92) Лин Пејвун (1:00.65) Аплџин Гвин (58.42)                               | 3:59.38 |      |

## Финале
Финална трка је пливана 11. фебруара у вечерњем делу програма, са почетком од 20.21 по локалном времену.
| Пл. | Стаза | Репрезентација | Пливачице                                                                                                   | Време   | Нап. |
| --- | ----- | -------------- | --- | ------- | ---- |
|     | 6     | Холандија      | Ким Бус (55.21) Јана ван Котен (55.24) Кира Таусајнт (53.81) Марит Стенберген (52.35)                       | 3:36.61 |      |
| 2   | 4     | Аустралија     | Брајана Тросел (54.29) Александрија Перкинс (55.02) Еби Харкин (54.98) Шејна Џек (52.64)                    | 3:36.93 |      |
| 3   | 3     | Канада         | Ребека Смит (54.93) Сара Фурније (55.28) Кетрин Савард (54.48) Тејлор Рак (53.26)                           | 3:37.95 |      |
| 4.  | 2     | Пољска         | Катажина Васик (54.12) НР Корнелија Фједкјевич (54.23) Зузана Фамулок (55.04) Јулија Мајк (55.26)           | 3:38.65 | НР   |
| 5.  | 5     | Италија        | Кјара Тарантино (54.60) Софија Морини (54.49) Ема Вирђинија Меникучи (54.95) Костанца Кокончели (54.63)     | 3:38.67 |      |
| 6.  | 7     | Бразил         | Ана Каролина Вијеира (55.29) Стефани Балдусини (54.35) Марија Фернанда Коста (55.46) Алине Родригез (55.46) | 3:40.56 |      |
| 7.  | 1     | Кина           | Ај Јенхан (54.68) Ма Јунгхуеј (55.67) Гунг Џенћи (55.71) Лју Јуе (55.05)                                    | 3:41.11 |      |
| 8.  | 8     | Словенија      | Нежа Кланчар (55.15) Јања Шегел (54.78) Катја Фаин (55.75) Хана Секути (56.04)                              | 3:41.72 |      |